# Cordulecerus subiratus
Cordulecerus subiratus là một loài côn trùng trong họ Ascalaphidae thuộc bộ Neuroptera. Loài này được Walker miêu tả năm 1853.